# タッペ・ヘニング
タッペ・ヘニング（Tappe Henning、1961年6月6日 - ）は、南アフリカ共和国の元ラグビーユニオンレフリー（審判員）。南アフリカ共和国・ニジェール出身。

## 略歴
26歳の時にレフリーになって、2004年、レフリーを引退した。
2013年、スコットランドラグビー協会の審判委員長に就任。
そして2021年、スコットランドラグビー協会の審判委員長退任。同年、ユナイテッド・ラグビー・チャンピオンシップの審判委員長に就任。

## 受賞歴
- ワールドラグビー最優秀レフリー賞:2022年[3]